# Nowy Testament w przekładzie Seweryna Kowalskiego
Przekład Nowego Testamentu dokonany przez ks. Seweryna Kowalskiego w 1956 roku, wielokrotnie wznawiany do końca lat 80. 

## Język przekładu
Język przekładu jest całkowicie literacki i współczesny (dla lat 50. XX wieku). Tłumacz świadomie nie stosuje archaizacji znanych z Biblii ks. Jakuba Wujka. Wybór języka literackiego zaciera różnice między stylami poszczególnych ksiąg. Zdaniem autorów wprowadzenia do Biblii poznańskiej nie jest to więc tłumaczenie wierne.

## Wydania
Przekład Seweryna Kowalskiego wydawany przez Instytut Wydawniczy Pax stał się jednym z najpopularniejszych polskich przekładów katolickich drugiej połowy XX wieku. W latach 1957–1990 ukazało się 25 wydań, o łącznym nakładzie ok. 1,25 mln egzemplarzy. Od lat 70. wypierany przez wydania Biblii Tysiąclecia oraz Nowego Testamentu w przekładzie Kazimierza Romaniuka (późniejszej Biblii warszawsko-praskiej). 
Wiele wydań zawierało materiały pomocnicze: skorowidz nazw, osób i pojęć, spis wypowiedzi Jezusa, a także spis perykop (zestawiony synoptycznie w przypadku Ewangelii).